# Copa México 1989/90
Die Copa México 1989/90 war die 36. Austragung des Fußball-Pokalwettbewerbs seit Einführung des Profifußballs in Mexiko.
Das Pokalturnier wurde in der ersten Hälfte des Jahres 1990 ausgetragen. Teilnahmeberechtigt waren die 20 Mannschaften, die in jener Saison erstklassig spielten. Um ein geordnetes K.O.-Verfahren ab dem Achtelfinale zu ermöglichen, an dem nur 16 Mannschaften teilnehmen können, wurde eine Qualifikationsrunde vorgeschaltet, an der die Vereine teilnehmen mussten, die in der Halbzeittabelle der Saison (dem Stand bei Beginn des Pokalturniers im Januar 1990 entsprechend) die Plätze 13 bis 20 einnahmen. Die Teams, die die Plätze 1 bis 12 belegten, waren somit automatisch für das Achtelfinale qualifiziert.
Pokalsieger wurde zum vierten Mal nach 1945, 1953 und zuletzt 1988 der Puebla FC.

## Modus
Die Begegnungen wurden im K.-o.-System ausgetragen, wobei es in allen Runden (einschließlich des Endspiels) zu Hin- und Rückspielen mit je einem Heimrecht der beiden Kontrahenten kam.

## Qualifikation
Die Begegnungen der Qualifikationsrunde wurden zwischen dem 17. und 31. Januar 1990 ausgetragen.
|                   | Gesamt    |                  | Hinspiel | Rückspiel |
| ----------------- | --------- | ---------------- | -------- | --------- |
| Tampico-Madero FC | (a)2:2(a) | Santos Laguna    | 1:0      | 1:2       |
| CD Veracruz       | 0:3       | UAG Tecos        | 0:2      | 0:1       |
| CF Atlante        | 2:3       | Deportivo Toluca | 1:1      | 1:2       |
| CD Guadalajara    | 3:1       | UAT Correcaminos | 2:0      | 1:1       |

## Achtelfinale
Die Begegnungen des Achtelfinals wurden zwischen dem 13. Februar und 1. März 1990 ausgetragen.
|                      | Gesamt |                  | Hinspiel | Rückspiel |
| -------------------- | ------ | ---------------- | -------- | --------- |
| CD Guadalajara       | 4:3    | UDEG             | 4:2      | 0:1       |
| Tampico-Madero FC    | 3:4    | Puebla FC        | 1:0      | 2:4       |
| UAG Tecos            | 5:3    | UNAM Pumas       | 4:1      | 1:2       |
| Deportivo Toluca     | 0:3    | Club América     | 0:3      | 0:0       |
| CD Irapuato          | 0:3    | Club Necaxa      | 0:3      | 0:0       |
| Cobras Ciudad Juárez | 4:2    | Atlético Morelia | 2:0      | 2:2       |
| CD Cruz Azul         | 2:3    | CF Monterrey     | 2:3      | 0:0       |
| CF Atlas             | 3:4    | UANL Tigres      | 3:2      | 0:2       |

## Viertelfinale
Die Begegnungen des Viertelfinals wurden zwischen dem 7. und 14. März 1990 ausgetragen.
|                      | Gesamt    |              | Hinspiel | Rückspiel |
| -------------------- | --------- | ------------ | -------- | --------- |
| CD Guadalajara       | 1:2       | Puebla FC    | 0:0      | 1:2       |
| CF Monterrey         | 3:1       | Club Necaxa  | 2:1      | 1:0       |
| Cobras Ciudad Juárez | 3:4       | UANL Tigres  | 2:1      | 1:3       |
| UAG Tecos            | (a)1:1(a) | Club América | 1:1      | 0:0       |

## Halbfinale
Das Halbfinale wurden zwischen dem 21. März und 4. April 1990 ausgetragen.
|              | Gesamt    |              | Hinspiel | Rückspiel |
| ------------ | --------- | ------------ | -------- | --------- |
| CF Monterrey | 1:2       | Puebla FC    | 1:1      | 0:1       |
| UANL Tigres  | (a)3:3(a) | Club América | 1:1      | 2:2       |

## Finale
Die Finalspiele wurden am 11. und 18. April 1990 ausgetragen. Dabei konnte der Puebla FC die im Hinspiel erlittene 0:2-Niederlage bei den UANL Tigres durch einen 4:1-Heimsieg im Rückspiel noch drehen. Die Tore für die Camoteros erzielten Carlos Poblete (2), Jorge Aravena und Marcelino Bernal. Die Treffer für die Tigres erzielten Sergio Almirón (je eins im Hin- und Rückspiel) sowie Jorge Gama (im Hinspiel).
|             | Gesamt |           | Hinspiel | Rückspiel |
| ----------- | ------ | --------- | -------- | --------- |
| UANL Tigres | 3:4    | Puebla FC | 2:0      | 1:4       |

Mit der folgenden Mannschaft gewann der Puebla FC im heimischen Estadio Cuauhtémoc den Pokalwettbewerb der Saison 1989/90:
Pablo Larios – Arturo Álvarez, Edgardo Fuentes, Ángel Torres, Arturo Orozco – Marcelino Bernal, Guillermo Cosío, Jorge Aravena, Javier Hernández – Carlos Poblete, Edivaldo Martins; Trainer: Manuel Lapuente.